# Lathcen
Lathcen (irl. Laidcend mac Baíth Bandaig, zm. 661) – mnich irlandzki.
Był mnichem w klasztorze Clonfert-Mulloe. Data jego śmierci znana jest z zapisu w Rocznikach ulsterskich. Jest autorem skrótu komentarza Grzegorza Wielkiego do Księgi Hioba, dzieła cieszącego się znaczną popularnością w średniowiecznej Europie i zachowanego w kilku manuskryptach; powoływał się na nie Notker Balbulus. Jest też prawdopodobnym autorem przypisywanej tradycyjnie św. Gildasowi modlitwy Lorica.